# El Ksour
El Ksour (arabe : القصور) est une ville du Nord-Ouest de la Tunisie située dans une trouée de la dorsale tunisienne.
Rattachée au gouvernorat du Kef, elle constitue en 2014 une municipalité de 5 852 habitants ; elle est aussi le chef-lieu d'une délégation.
Le site antique romain de Vicus Maracitanus est situé à quelques kilomètres au sud.
La source thermale d'Aïn Mizeb, à deux kilomètres au sud, permet l'embouteillage de l'eau minérale de la marque Safia.
Le premier maire de la ville après l'indépendance est Mohamed Jeddi.
Elle est le théâtre de l'action principale du film Les Morfalous.